# The Rewrite
The Rewrite is een Amerikaanse romantische filmkomedie uit 2014, geschreven en geregisseerd door Marc Lawrence. De film ging in première op 15 juni op het internationaal filmfestival van Shanghai.

## Verhaal
Keith Michaels (vertolkt door Hugh Grant) had het als scenarioschrijver helemaal gemaakt in Hollywood. Hij had een Golden Globe ontvangen voor zijn succesvolste filmscenario, een knappe vrouw en een schijnbaar onuitputtelijke bron van humor en charme. Maar dat was vroeger. Nu is hij gescheiden, heeft hij geen contact meer met zijn zoon, nadert hij de 50 en heeft geen enkele van zijn recente verhaallijnen een filmstudio ervan weten te overtuigen hem een scenario te laten uitwerken. Gelukkig heeft zijn agent een baan voor hem. Een universiteit in Binghamton zoekt een docent scenarioschrijven. Doordat Keith blut is, kan hij hier geen nee tegen zeggen.
Keith heeft echter weinig vertrouwen in het docentschap in het algemeen en die van zichzelf in het bijzonder; ook omdat hij vindt dat schrijven niet aangeleerd kan worden. Hij moet om te beginnen tien studenten selecteren uit zeventig kandidaten, die allemaal een proefversie van dertig pagina's hebben geschreven. Hij selecteert ze echter door ze te googelen in plaats van hun bijdrage te beoordelen. Hij krijgt echter nog een studente, Holly, achter zich aan die de deadline heeft gemist en toch graag wil meedoen. Daarbij ziet hij kans om twee keer een prominente collega voor het hoofd te stoten die ook nog voorzitster is van de ethische commissie.
Holly is een al wat oudere vrouw die haar leven wil heroriënteren en het studeren weer heeft opgepikt. Het is in gesprekken met haar dat hij inspiratie vindt om zijn lessen te stofferen en van zijn nieuwe docentencarrière werk te maken.

## Rolverdeling
| Acteur          | Personage       |
| --------------- | --------------- |
| Hugh Grant      | Keith Michaels  |
| Marisa Tomei    | Holly Carpenter |
| Bella Heathcote | Karen           |
| Allison Janney  | Mary Weldon     |
| J.K. Simmons    | Dr. Lerner      |
| Chris Elliott   | Jim             |

## Trivia
- Delen van de film werden opgenomen in het echte Binghamton in New York en de daarbij gelegen Binghamton University.
- Dit is de vierde film die regisseur Marc Lawrence en acteur Hugh Grant samen maakten, na respectievelijk Two Weeks Notice, Music and Lyrics en Did You Hear About the Morgans?.